# Kepler-1708 b
Kepler-1708 b è un pianeta extrasolare in orbita attorno alla stella Kepler-1708, una stella simile al Sole di magnitudine 15,9 della costellazione del Cigno, distante 5580 anni luce dal sistema solare. Si tratta di un gigante gassoso simile a Giove situato nella zona abitabile della propria stella, la cui peculiarità consiste nell'avere un candidato satellite naturale, Kepler-1708 b I, il secondo scoperto dopo Kepler-1625 b I.

## Stella madre
Kepler-1708 è una stella simile al Sole distante oltre 5500 anni luce dalla Terra. Di magnitudine 16, ha una massa e un raggio che sono rispettivamente di 1,088 e 1,12 volte quelli del Sole, mentre la sua temperatura superficiale è di 6157+231
−202 K e la sua luminosità 1,52 volte quella del Sole. Sembrerebbe più giovane della nostra stella, anche se il margine d'errore è elevato; la stima dell'età è infatti di 3,16±2,26 miliardi di anni. Sulla base di queste proprietà, Kepler-1708 è probabilmente una stella di sequenza principale di classe F con una metallicità simile al Sole  ([Fe/H] = 0,0±0,2).
Alcune sue designazioni alternative sono 
UCAC4 669-077544, KIC 7906827, TIC 272716898, 2MASS J19471778+4337295, WISE J194717.78+433729.2 e Gaia DR2 2078801971283008128.

## Scoperta
Kepler-1708 b era stato individuato col metodo del transito nel 2011 dai dati raccolti con il telescopio spaziale Kepler, tuttavia solo nel 2019 è stato proposto come candidato e la sua conferma è arrivata nel 2021.

## Caratteristiche
Kepler-1708b è un pianeta gigante gassoso leggermente più piccolo di Giove, con un raggio di 0,89 rJ. La massa del pianeta resta ancora da misurare con precisione; un'analisi precisa dei suoi tempi di transito pone un limite superiore di 4,6 masse gioviane. Questo limite superiore della massa prevede un'ampiezza massima della velocità radiale <98 m/s, che sarebbe alla portata degli spettrografi più precisi disponibili, tuttavia la debolezza della stella ospite rende la misurazione difficoltosa.
Kepler-1708 b orbita a circa 1,64 unità astronomiche dalla sua stella madre e completa una rivoluzione in 737,11 giorni (2,02 anni), all'incirca lo stesso periodo di rivoluzione di Marte nel nostro sistema solare. A quella distanza, Kepler-1708 b si trova all'interno della zona abitabile della sua stella, dalla quale riceve un flusso radiante di 0,561, vale a dire il 56% della radiazione totale che la Terra riceve dal Sole. La sua temperatura di equilibrio è relativamente "fresca", compresa tra 200 e 300 K (tra −73 e 27 °C).

## Candidata esoluna

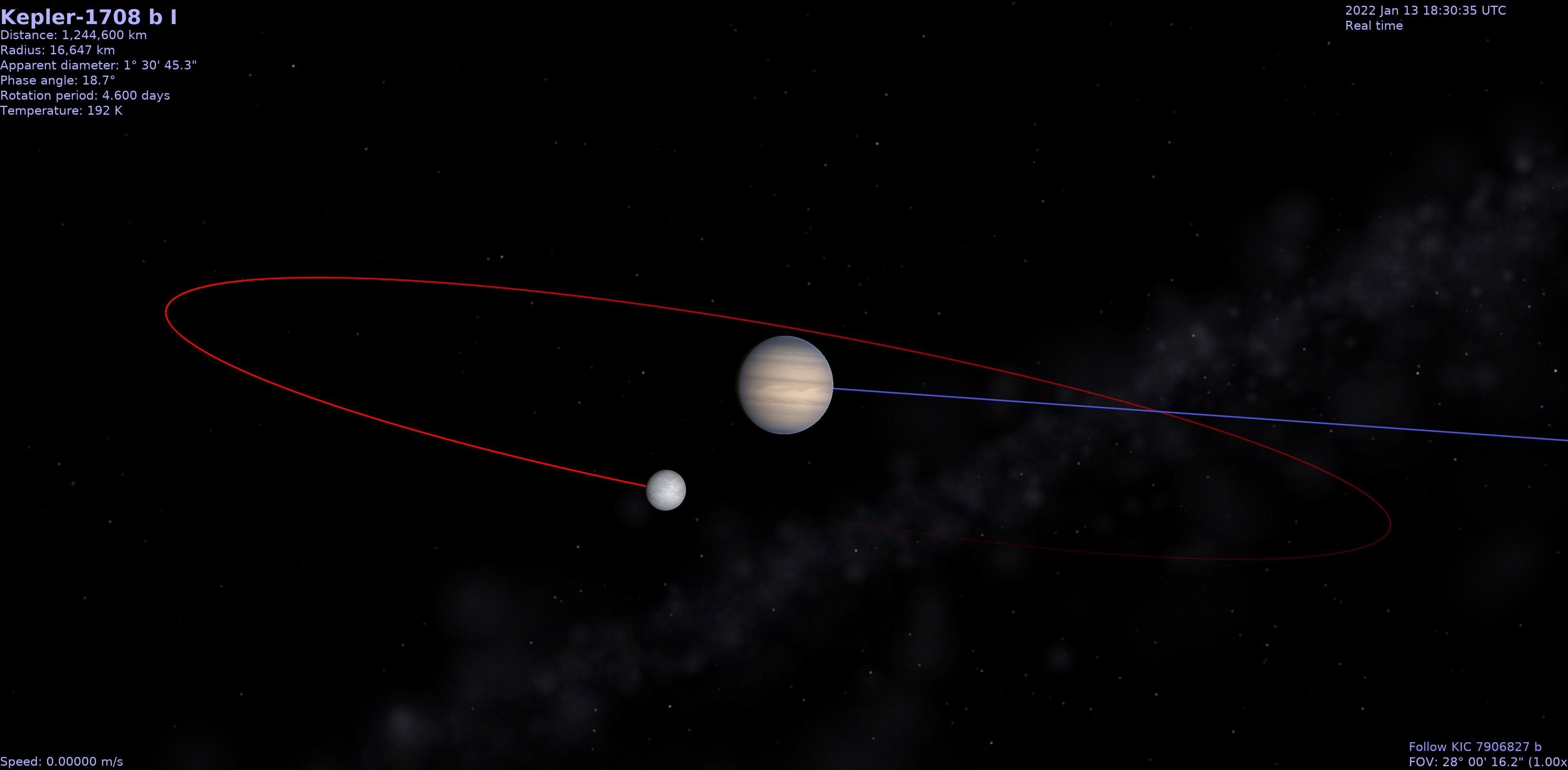
Kepler-1708 b e la sua possibile esoluna, in un'immagine ottenuta col software di simulazione spaziale Celestia.

Nel 2021, David Kipping e colleghi hanno eseguito una ricerca di satelliti naturali attorno a esopianeti giganti gassosi con basse temperature e lunghi periodi orbitali utilizzando i dati fotometrici di Kepler. Su un campione di 70 esopianeti analizzati, solo Kepler-1708 b mostrava segni di un'esoluna orbitante, che si manifestavano come deboli transiti secondari che accompagnavano i transiti del pianeta. Questa possibile esoluna, denominata Kepler-1708b I (o Kepler-1708 b-i), pare avere dimensioni non molto inferiori a quelle di Nettuno, con un raggio 2,6 volte quello terrestre. Orbita a una distanza dal suo pianeta di 12 raggi planetari, paragonabile alla distanza tra Giove e la sua luna Europa, o il doppio della distanza Terra-Luna. Le grandi dimensioni di Kepler-1708 b I ricordano quelle di Kepler-1625 b I, un altro candidato satellite extrasolare delle dimensioni di Nettuno.
Sono necessarie ulteriori osservazioni per confermare o smentire l'esistenza dell'esoluna poiché sono stati osservati solo due transiti di Kepler-1708 b e non è ancora possibile determinare variazioni temporali del transito. Possibili fonti esterne di contaminazione nella curva di luce della stella ospite sono state escluse dall'analisi di Kipping et al., e le probabilità che sia un falso positivo sono state stimate attorno all'1%, principalmente a causa di un eventuale secondo pianeta nel sistema di Kepler-1708, evenienza che ancora non è stata esclusa.